# Takeshi Okada
Takeshi Okada (jap. 岡田武史 Okada Takeshi; ur. 25 sierpnia 1956 w Osace, prefekturze Osaka) – były japoński piłkarz i trener piłkarski narodowej reprezentacji Japonii.

## Życiorys

### Kariera klubowa
W latach 1980–1990 był zawodnikiem japońskiego klubu Furukawa Electric.
Jako zawodnik wygrał Azjatycką Ligę Mistrzów w sezonie 1986 z drużyną Furukawa Electric (obecnie JEF United Ichihara Chiba).

### Kariera reprezentacyjna
W latach 1980–1985 grał dla reprezentacji Japonii na pozycji obrońcy. W 24 spotkaniach strzelił jednego gola.

### Kariera trenerska
Był trenerem Japonii na mistrzostwach świata w 1998, później prowadził drużyny Hokkaido Consadole Sapporo (1999–2002) oraz Yokohamę F. Marinos (2003–2006). Trenerem narodowej reprezentacji został po raz drugi w grudniu 2007, gdy jego poprzednik Ivica Osim musiał zrezygnować z powodów zdrowotnych. Następnie w latach 2011–2013 pracował jako trener chińskiego klubu Zhejiang Greentown.
Ponadto jako manager został trenerem sezonu ligi japońskiej w latach 2003 i 2004, wygrywając dwukrotnie mistrzostwo z drużyną Yokohama F. Marinos.

## Statystyki

### Reprezentacyjne
| Reprezentacja Japonii | Reprezentacja Japonii | Reprezentacja Japonii |
| Rok                   | Mecze                 | Gole                  |
| --------------------- | --------------------- | --------------------- |
| 1980                  | 3                     | 0                     |
| 1981                  | 5                     | 0                     |
| 1982                  | 2                     | 1                     |
| 1983                  | 7                     | 0                     |
| 1984                  | 4                     | 0                     |
| 1985                  | 3                     | 0                     |
| Razem                 | 24                    | 1                     |

## Sukcesy

### Trenerskie
Yokohama F. Marinos
- Zwycięzca J.League Division 1: 2003, 2004